# Ho-5機炮

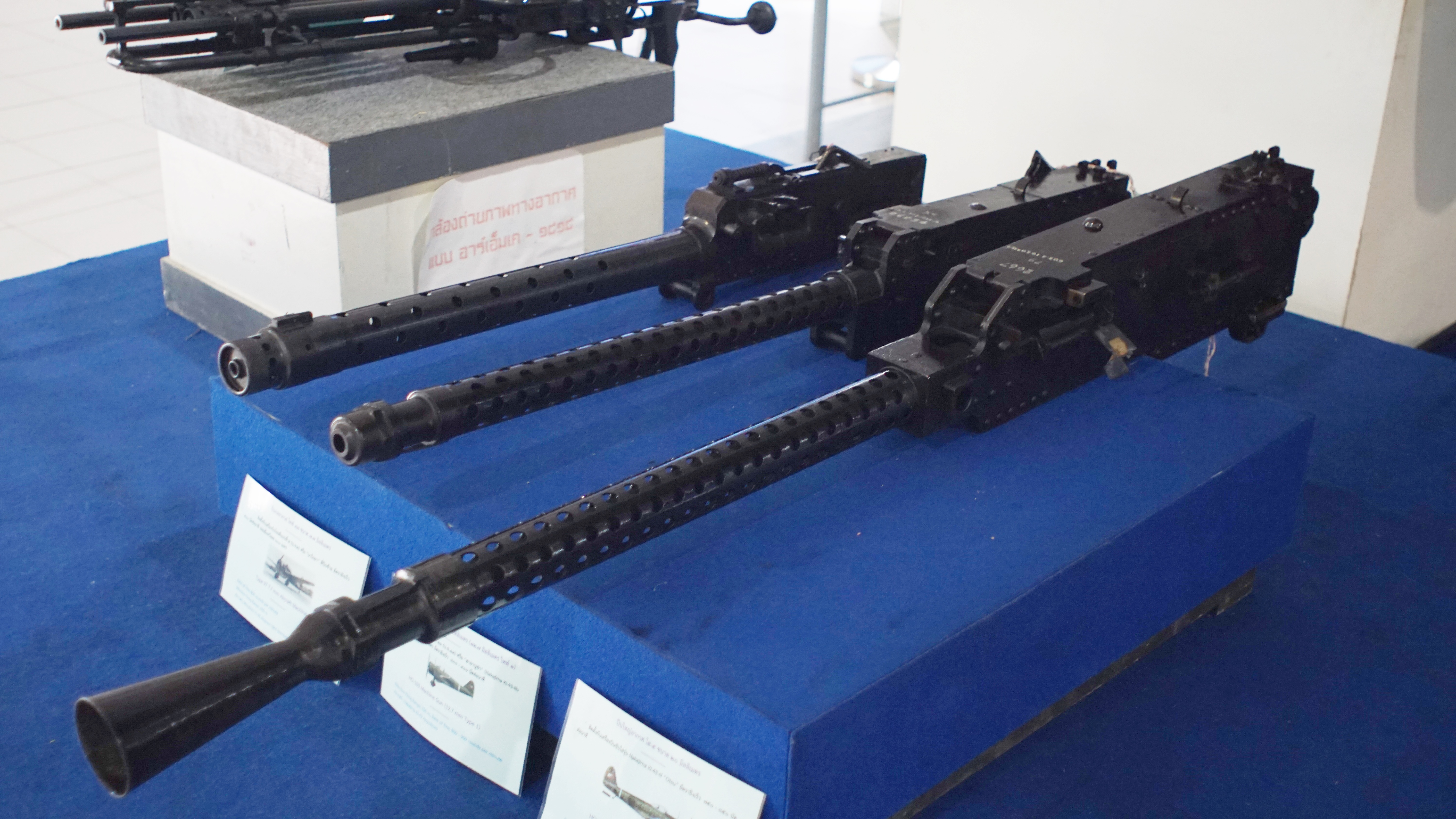
7.7毫米口徑九七式機槍（最遠），12.7毫米口徑Ho-103重機槍（中間）和Ho-5機炮（最近）

Ho-5（日語：ホ5機関砲）是日本陸軍在第二次世界大戰後期使用的20毫米口徑機炮，它是12.7毫米口徑Ho-103重機槍/一式機關炮的放大型，不同於日本海軍在美日開戰前已裝備了20毫米口徑九九式機炮於零式戰鬥機，日本陸軍戰鬥機一直只以機槍為武器，但面對有重裝甲保護的美國軍用飛機尤其是轟炸機卻破壞力不足，為此日本軍方曾用潛艇運來800支德國製MG 151機炮並優先裝備於三式戰飛燕一型丙的機翼之內，但由於德製機炮工藝要求較高而且採用電動上膛等技術，日本軍方認為仿製困難，故改為把國產Ho-103重機槍/一式機關炮放大至20毫米口徑，此乃Ho-5機炮的由來，它又被稱為二式機炮，需要指出的是，雖然同為20毫米口徑但Ho-5機炮的彈藥卻與九九式和MG151所採用的不同。

## 基本資料
- 口徑: 20毫米
- 全長: 1,444毫米
- 炮管長: 900毫米
- 重量: 35公斤
- 彈藥: 20x94毫米
- 彈頭重: 84.5克
- 炮彈初速: 750米/秒
- 射速: 450至600發/分鐘

## 使用機種
- 一式戰隼三型乙
- 三式戰飛燕一型丁和飛燕二型
- 四式戰疾風
- 五式戰

## 外部連結
- 舊日本陸海軍航空槍炮發展史（页面存档备份，存于）